# Pirelli-toronyház
A Pirelli-toronyház (olaszul Grattacielo Pirelli vagy Palazzo Pirelli, a köznyelvben gyakran Pirellone) Milánó egyik legmagasabb felhőkarcolója.

## Története
Építését 1950-ben rendelte el Alberto Pirelli cége, a Pirelli számára, azon a helyen, ahol a cég első telephelye megalakult a 19. század elején. A tervezők Gio Ponti, Pier Luigi Nervi és Arturo Danusso voltak. Az építkezés 1956-ban indult. A 127 méter magas, 34 emeletes felhőkarcoló 1958-ra épült meg. Az épületet később Lombardia régió kormányzata szerezte meg, melynek az irodái ma is itt találhatók.
2002. április 18-án egy Rockwell Commander 112 kisrepülőgép a toronyháznak ütközött. A pilóta, valamint két irodai alkalmazott életét vesztette.